# Музей самоваров и бульоток
Музей самоваров и бульоток — частная коллекция Михаила Михайловича Борщева, включающая более 600 изделий декоративно-прикладного искусства из России и других стран. Открыта для посещения на территории отеля Грумант Resort&SPA в Щекинском районе Тульской области.
В апреле 2018 года собрание Борщёва было признано самой большой частной коллекцией самоваров и бульоток в России.

## История
М. М. Борщев начал собирать коллекцию в начале 2000-х гг. В 2009 г. насчитывающее к тому моменту более 300 экземпляров собрание было впервые представлено широкой публике. В течение нескольких лет коллекция экспонировалась в г. Туле, а в марте 2018 г. была перемещена в новое здание музея, оснащенное современным оборудованием и всей необходимой инфраструктурой.

## Коллекция
Часть музея, посвященная самоварам, иллюстрирует появление и развитие самоварного производства не только в Туле, но и в России в целом. В конце XIX века в России существовало несколько крупных центров по производству самоваров и других предметов домашней утвари: Тула, где особое внимание уделялось широкому потребителю, поэтому массовый выпуск был ориентирован на самовары не очень дорогие, но разных фасонов и размеров; Москва и Петербург, где на фабриках Ксимантовского, Пеца, Севрюгина, Кондратьева, Дубинина и др. производили изделия с накладным серебром, широко использовали белый металл и мельхиор; Варшава, (фирмы Фраже, Плевкевича, Хеннеберга, братьев Бух), где выпускали изящные водогреи с богатым декором и разнообразные бульотки (приборы для поддержания температуры кипятка). Самовары изготавливали также на Урале, в Ярославской и Владимирской губерниях. Замечательные изделия вышеперечисленных фабрик представлены в выставочных залах музея самоваров и бульоток, где можно увидеть даже уникальные ранние уральские самовары фабрик Григория Демидова, купцов Турчаниновых, Осокиных.
В музее представлены самовары тульских фабрик. Это изделия фабрик В. С. Ломова, который первым удостоился права ставить на своих изделиях особое клеймо — «Большой Герб Российской империи», И. Г. и Н. И. Баташевых — единственных самоварных фабрикантов дворянского звания, братьев В. С. и А. С. Баташевых, И. Ф. Капырзина, Р. А. Тейле и др.
В коллекции имеются самовары необычного конструкционного решения. Например, самовар системы Епельбейма, куда в процессе нагревания можно было подлить сырой воды, не испортив при этом качества кипятка; или керосиновые самовары фабрики Берты Густавовны Тейле, супруги Р. А. Тейле, один из которых можно трансформировать в керосиновую лампу.
Представленные в музее экспонаты демонстрируют географию самоварного производства и уровень мастерства в области художественной обработки металлов.
Для европейского чаепития характерна другая особенность чайной сервировки — бульотки. Бульотки в Российской Империи производили в основном в Варшаве и Петербурге, но в большинстве своем бульотки были европейского производства. В коллекции имеются образцы английских (фирмы Джона Тейлора, Рида и Бартона, Вилкокса) и американских (Ландерса, Фрэри и Кларка, Тафтса, Джозефа Хендрикса) бульоток XIX — XX вв.

## Детская площадка
На прилегающей к зданию музея территории создана игровая площадка «В стране самоваров», в основу концепции которой положены представленные в музее экспонаты.